# Антон Желтухин
Антон Николаевич Желтухин (на руски: Антон Николаевич Желтухин) е руски офицер, генерал-лейтенант. Участник в Руско-турската война (1877-1878).

## Биография
Антон Желтухин е роден на 26 септември 1834 г. в Московска губерния в семейството на потомствения дворянин полковник Николай Желтухин и графиня Надежда Ивелич. Посвещава се на военното поприще. Завършва военно училище и е произведен в първо офицерско звание корнет с назначение за командир на 3-ти ескадрон в Кавалерградския полк (1853). Уволнява се от армията по болест с право да носи униформа и с военно звание полковник (1863).
При обявяването на Руско-турската война (1877-1878). Служи в армейската кавалерия с военно звание подполковник. Командирован е в 30-и Донски казашки полк. Бие се храбро при преминаването на Стара планина от Предния отряд с командир генерал-лейтенант Йосиф Гурко. Отличава се при рекогносцировката на Ловеч на 26 и 27 юли 1877 г. Командирован е в сборния отряд с командир генерал-майор Александър Имеретински и участва в превземането на Ловеч на 22 август 1877 г. Награден е с орден „Свети Станислав“ II степен с мечове (1877). Назначен е за първи полицмайстер на Ловеч и организира нормализирането на живота в града. Повишен е във военно звание полковник и награден с орден „Свети Владимир“ IV степен с мечове (1878).
След войната е командир на 4-ти лейбдрагунски Псковски полк от 2 февруари 1878 г. Повишен е във военно звание флигел-адютант от 31 май 1880 г. Награден е с орден „Света Ана“ II степен и „Свети Владимир“ III степен (1883, 1887). Повишен е във военно звание генерал-майор с назначение за командир на 1-ва бригада от 3-та Кавалерийска дивизия от 6 септември 1891 г. Награден е с орден „Свети Станислав“ I степен (1895). Командир на 1-ва бригада от 7-а Кавалерийска дивизия от 1897 г.
Излиза в оставка с право да носи униформа и с повишение във военно звание генерал-лейтенант от 1899 г.